# Кетс де Врис, Манфред
Манфред Кетс де Врис (нидерл. Manfred Kets de Vries; р. 1942) — голландский психоаналитик, учёный-экономист в сфере менеджмента, профессор в области управления персоналом и развития лидерских качеств, работает в бизнес-школе INSEAD в Фонтенбло. Кетс Де Врис проводит свои собственные исследования по феномену лидерства и регулярно работает консультантом в крупных международных компаниях.
Манфред Кетс де Врис является автором и соавтором более 250 опубликованных научных работ, статей и глав в книгах, посвящённых лидерству и психологии лидерства. В исследованиях де Вриса феномен лидерства рассматривается с точки зрения как психоанализа, так и организационной структуры компании. Используя материалы из своей психоаналитической и консультационной практики де Вриес фокусируется на принципах развития лидерства, правильном формировании управленческой политики компании и анализе динамики организационной структуры.
Кетс де Врис занимал пост профессора и заведующего кафедры развития лидерства, а также является директором Глобального центра развития лидерства международной бизнес школы INSEAD. Кетс де Врис возглавляет в школе наиболее продолжительную образовательную программу уровня executive education в сфере лидерства. Является научным руководителем магистерской программы «Психоанализ и психоаналитическое бизнес-консультирование» Архивная копия от 7 июля 2020 на Wayback Machine НИУ ВШЭ. До этого он работал профессором университета Макгилла, высшей школы экономических исследований Монреаля и Гарвардской бизнес-школы. В качестве преподавателя и консультанта он работал в более, чем 40 странах.